# Gibons
Els hilobàtids (Hylobatidae) són una família de primats hominoïdeus que inclou totes les espècies de gibons i el siamang. Aquesta família agrupa a quatre  gèneres, agrupats segons el seu nombre de parells de cromosomes: Hoolock (38), Hylobates (44), Nomascus(52) i  Symphalangus(50), els quals al seu torn integren divuit espècies.
Es diferencien dels altres hominoïdeus principalment per la seva menor grandària, la gran longitud dels seus braços pel que fa a la mida corporal, el seu estil de vida exclusivament arborícola, l'ús de la braquiació com a forma principal de locomoció i per la seva organització social basada en parelles monogàmiques. Igual que els altres hominoïdeus la seva cavitat cranial és voluminosa; les seves òrbites són grans i algunes espècies posseeixen un sac gular al coll que els permet intensificar els seus crits. Obtenen el seu aliment durant les hores del dia i la majoria de les espècies s'alimenten principalment de polpa de fruites, complementant la seva dieta amb fulles i invertebrats.
Els hilobàtids habiten en gairebé tot el Sud-est d'Àsia en hàbitats de selva tropical plujosa i subtropical, principalment en zones de baixa altitud. Són animals socials i territorials que formen grups petits de quatre individus de mitjana, formats per una parella monògama i els seus fills. Protegeixen aquest territori activament i mantenen allunyats als possibles rivals per mitjà de desplegaments, principalment vocals, en els quals les parelles d'adults de cada grup entona a duo sorollosos cants d'advertència.
Totes les espècies de la família es troben amenaçades d'extinció, a causa de la creixent població humana del sud-est asiàtic que ha desforestat, deteriorat i fragmentat el seu hàbitat, per dedicar el sòl a diverses activitats econòmiques. La presència d'humans també ha propiciat altres activitats que han contribuït a la minva de la seva població, com la caça per aprofitar la seva carn o com a input per a medicines tradicionals, i la captura d'exemplars vius per vendre'ls com a mascotes o per exhibició en zoològics. A la Llista Vermella de la UICN, la major part de les espècies es classifiquen com en perill d'extinció i dues d'elles es cataloguen com en perill crític. En la publicació biennal Els 25 primats en major perill del món 2016-2018, també s'inclou una espècie.

## Evolució i origen

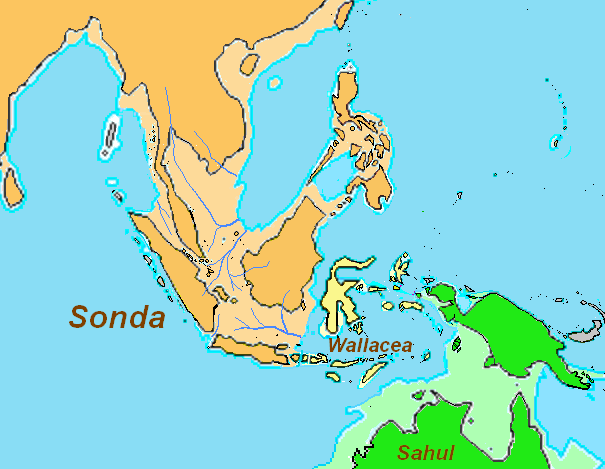
Plataforma i regió de Sonda.

La plataforma de Sonda, sobre la qual s'assenten les illes del sud-est d'Àsia, va emergir fa aproximadament 12 milions d'anys creant una nova porció de terra ferma, el que va atreure fauna i flora de la resta de continent asiàtic. Les fluctuacions en el nivell de la mar principalment a la fi del Plistocè van deixar al descobert una gran massa de continent en retirar-se i nombroses illes en elevar-se de nou. Sota aquestes circumstàncies es va propiciar l'aïllament geogràfic requerit perquè passés l'especiació, amb migracions posteriors d'aquestes espècies dins la mateixa plataforma quan els ponts terrestres es restablien. Després d'originar-dels diferents gèneres en diversos llocs d'aquesta plataforma (Hoolock, Hylobates, Nomascus i Symphalangus), la referida especiació va ocórrer en aquest lloc, en lloc de fer-ho al continent asiàtic.
El registre fòssil situa el possible ancestre dels hilobàtids, conegut com Dendropithecus, a l'Àfrica, entre fa 20 i 17 milions d'anys. Era un catarrí petit i esvelt parcialment braquiador, amb una dentadura que suggereix una dieta similar als gibons i siamangs moderns.

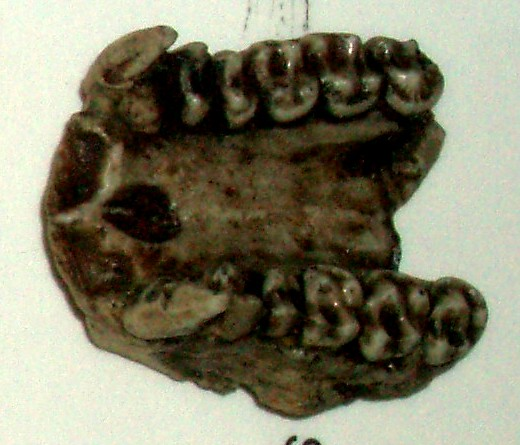
Mandíbula de Dendropithecus macinnesi

El 2010, un estudi basat en ADN mitocondrial realitzat en espècies dels gèneres Hylobates, Nomascus i Symphalangus, indiquen que la divergència entre els hilobàtids i els homínids (humans, orangutans, goril·les i ximpanzés) va ocórrer fa aproximadament 19,25 Ma, compatible amb altres estimacions basades en anàlisi del gen del citocrom b mitocondrial que tenen 16,26 Ma. El mateix estudi situa la divisió entre Nomascus i els altres gèneres de la família fa 8,67 Ma, mentre que el gènere Hylobates s'hauria originat fa 4,17 Ma. La divergència ulterior entre  H. lar  i  H. pileatus hauria ocorregut fa 2,90 Ma i la separació entre H. moloch de H. klossii, i H. muelleri de H. agilis fa 2,77 i 2,62 Ma, respectivament. Un altre estudi d'ADN mitocondrial estima que el gènere Nomascus va sorgir fa 8 milions d'anys, Symphalangus i Hylobates de fa 7 Ma; Hylobates pileatus  fa 3,9 milions d'anys,  Hylobates lar  i Hylobates agilis fa 3,3 Ma durant el Pliocè.  Els estudis situen també al gènere Hoolock com l'últim a originar- a partir de Hylobates fa aproximadament entre 1,3 i 1,8 Ma.
Dins el registre fòssil, es va descriure l'espècie extinta Bunopithecus sericus, les restes fòssils es van trobar a Sichuan, Xina, en dipòsits del  Plistocè Mitjà. També procedents del Plistocè, en van trobar restes fòssils al sud de la Xina de les espècies vivents Nomascus concolor i Hoolock hoolock, demostrant que durant aquesta època la família tenia una àmplia distribució en aquesta regió.

## Classificació

Classificació dels hilobàtids dins de la superfamília Hominoidea.

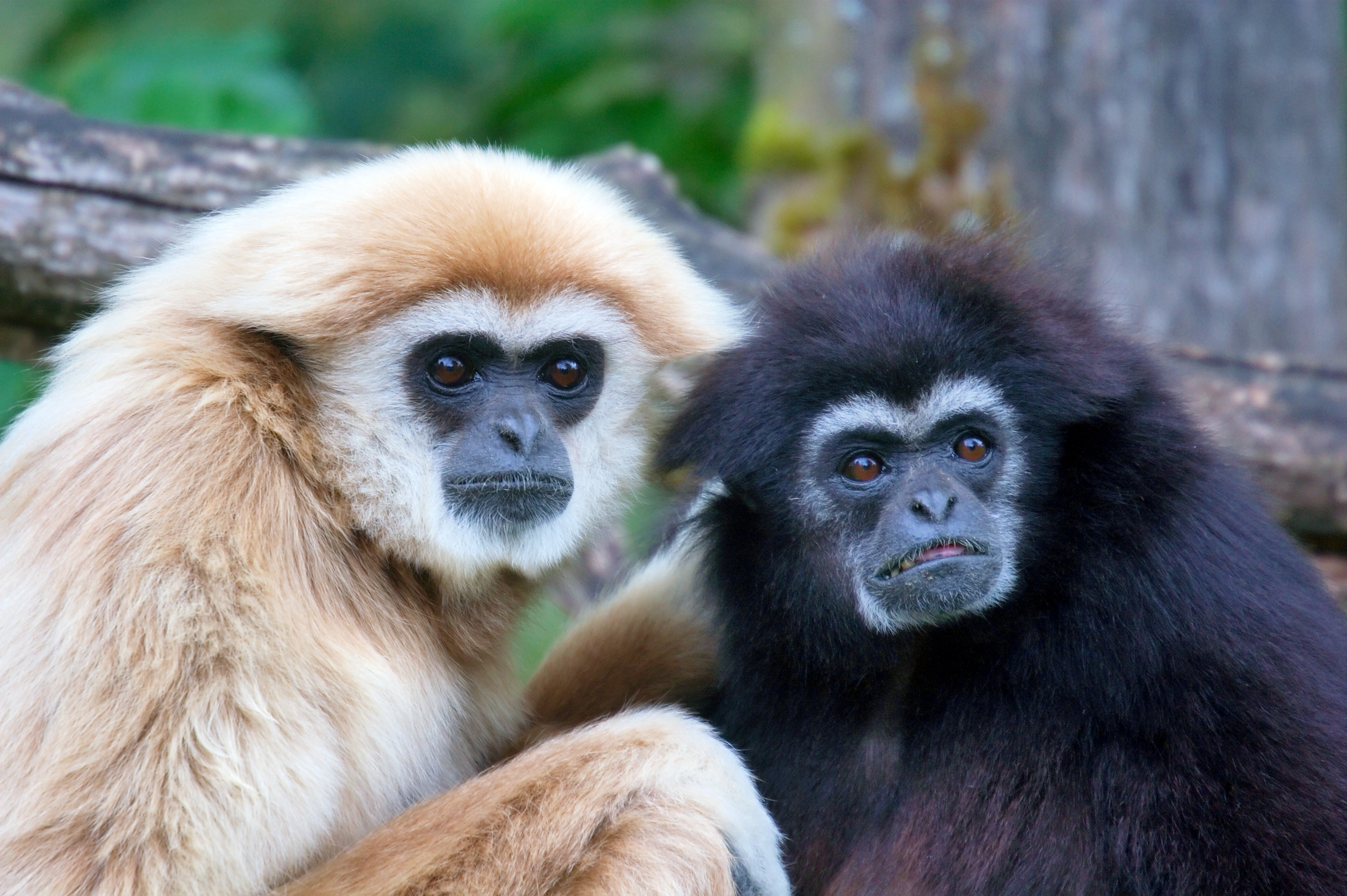
Parella de Hylobates lar.

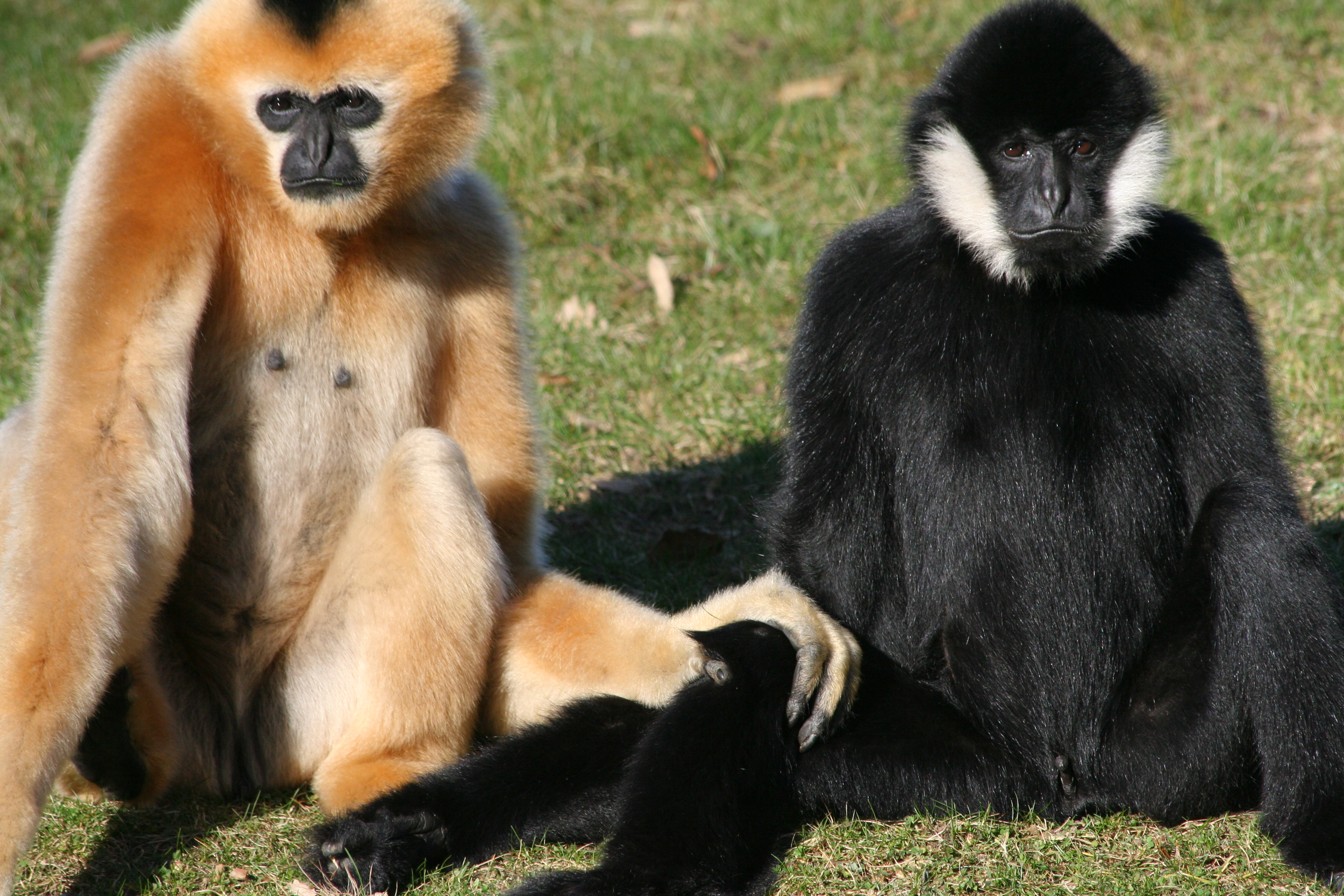
Parella de gibó de galtes blanques septentrional.

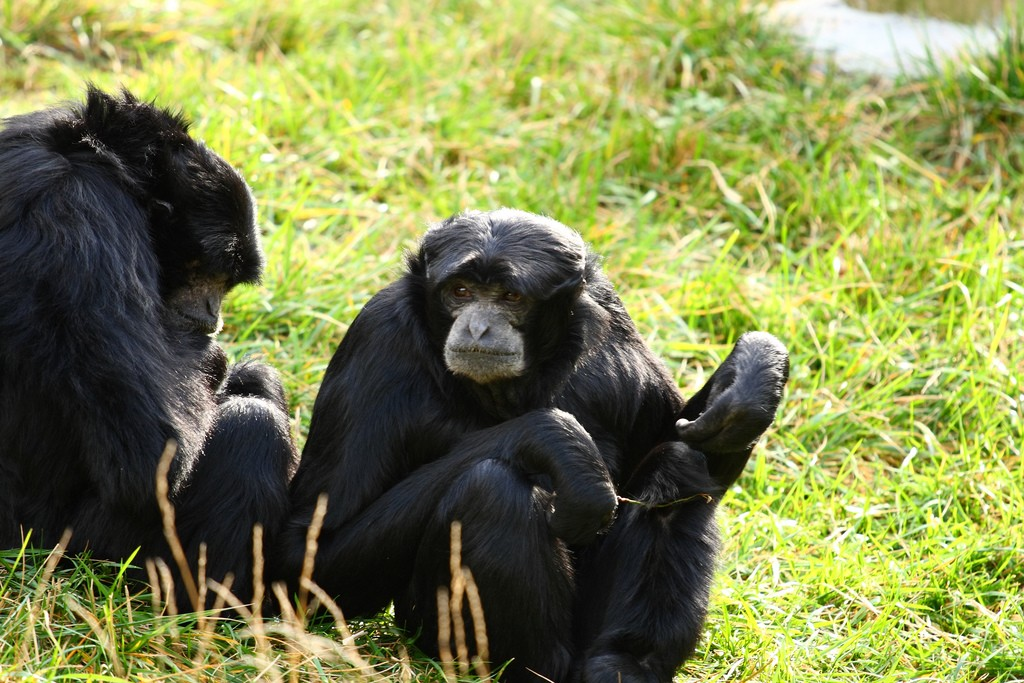
Siamang.

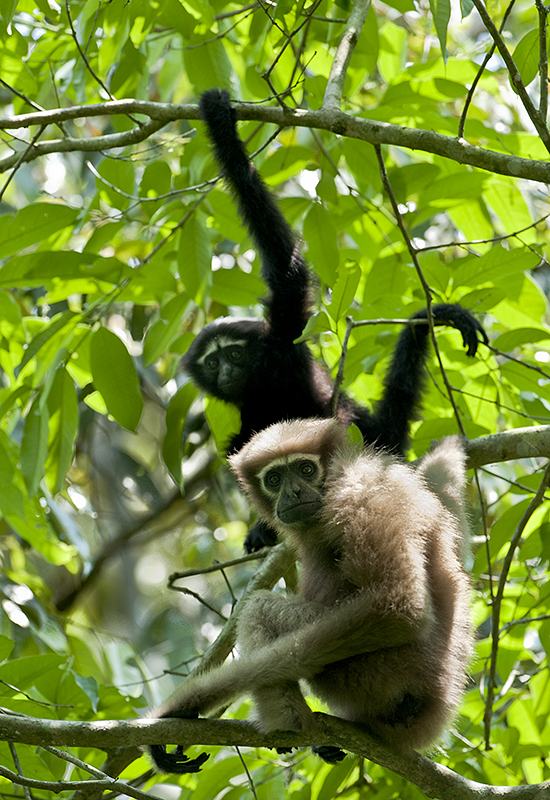
Parella de Hoolock hoolock.

La primera descripció d'una espècie de la família Hylobatidae va ser realitzada per Carl von Linné l'any 1771 com Homo lar, posteriorment va ser descrit el siamang (Siamang) per Thomas Raffles l'any 1821 com Simia sindactyla, i després Simia concolor i Simia hoolock, en 1826 i 1834 respectivament, per Richard Harlan. Vaughan en 1978, va incloure a aquesta família dins de la família Pongidae, que es considerava en aquell moment com a part de Hominidae, però posteriorment diversos autors van incloure a Hylobatidae dins Hominidae. Inicialment es va considerar que la família contenia només el gènere Hylobates; Goodman i col·laboradors van separar a Symphalangus i Hylobates en gèneres diferents (1998), però aquest va ser dividit provisionalment en quatre subgèneres per Groves (2001) fins a no resoldre el problema de com classificar  Bunopithecus. Per principis de la dècada de 2000, la majoria dels autors reconeixien l'existència de quatre gèneres - Bunopithecus, Hylobates, Nomascus i Symphalangus - i el 2005, a les espècies llavors reconegudes de gibons hoolock, abans incloses dins el gènere Bunopithecus, se'ls va assignar el seu propi gènere, Hoolock , en demostrar-se que no estaven molt emparentats amb l'espècie extinta  Bunopithecus sericus , la qual integra fins al moment el gènere extint i monofilètic, Bunopithecus. La divisió en quatre gèneres es basa en el seu nombre de cromosomes:  Hylobates  (44),  Hoolock (38), Nomascus(52) i Symphalangus(50).
A continuació es llisten els gèneres, espècies i subespècies que componen la família:
- Família Hylobatidae: gibons
  - Gènere Hylobates
    - Gibó de mans blanques (Hylobates lar)
      - subespècie Hylobates lar lar
      - subespècie Hylobates lar carpenteri
      - subespècie Hylobates lar entelloides
      - subespècie Hylobates lar vestitus
      - subespècie Hylobates lar yunnanensis

    - Gibó àgil (Hylobates agilis)
      - subespècie Hylobates agilis agilis
      - subespècie Hylobates agilis albibarbis
      - subespècie Hylobates agilis unko

    - Gibó de Müller (Hylobates muelleri)
      - subespècie Hylobates muelleri muelleri
      - subespècie Hylobates muelleri abbotti
      - subespècie Hylobates muelleri funereus

    - Gibó argentat (Hylobates moloch)
      - subespècie Hylobates moloch moloch
      - subespècie Hylobates moloch pongoalsoni

    - Gibó crestat (Hylobates pileatus)
    - Gibó de Kloss (Hylobates klossii)

  - Gènere Hoolock
    - Gibó huloc occidental (Hoolock hoolock)
    - Gibó huloc oriental (Hoolock leuconedys)

  - Gènere Symphalangus
    - Siamang (Symphalangus syndactylus)

  - Gènere Nomascus
    - Gibó negre (Nomascus concolor)
      - subespècie Nomascus concolor concolor
      - subespècie Nomascus concolor lu
      - subespècie Nomascus concolor jingdongensis
      - subespècie Nomascus concolor furvogaster

    - Gibó negre oriental (Nomascus nasutus)
      - subespècie Nomascus nasutus nasutus
      - subespècie Nomascus nasutus hainanus

    - Gibó de galtes blanques septentrional (Nomascus leucogenys)
      - subespècie Nomascus leucogenys leucogenys
      - subespècie Nomascus leucogenys siki

    - Gibó de galtes grogues (Nomascus gabriellae)

## Característiques
Són animals molt adaptats a selves tropicals i subtropicals. La seva anatomia està especialment modificada per dur a terme la braquiació com a principal sistema de desplaçament. Així ho demostra l'enorme longitud dels seus braços Un gibó adult pot arribar a mesurar entre 75 i 90 cm d'alçada i la longitud dels seus braços és quasi el doble que la de les cames. Es tracta de l'únic antropoid capaç de caminar únicament amb les extremitats posteriors.

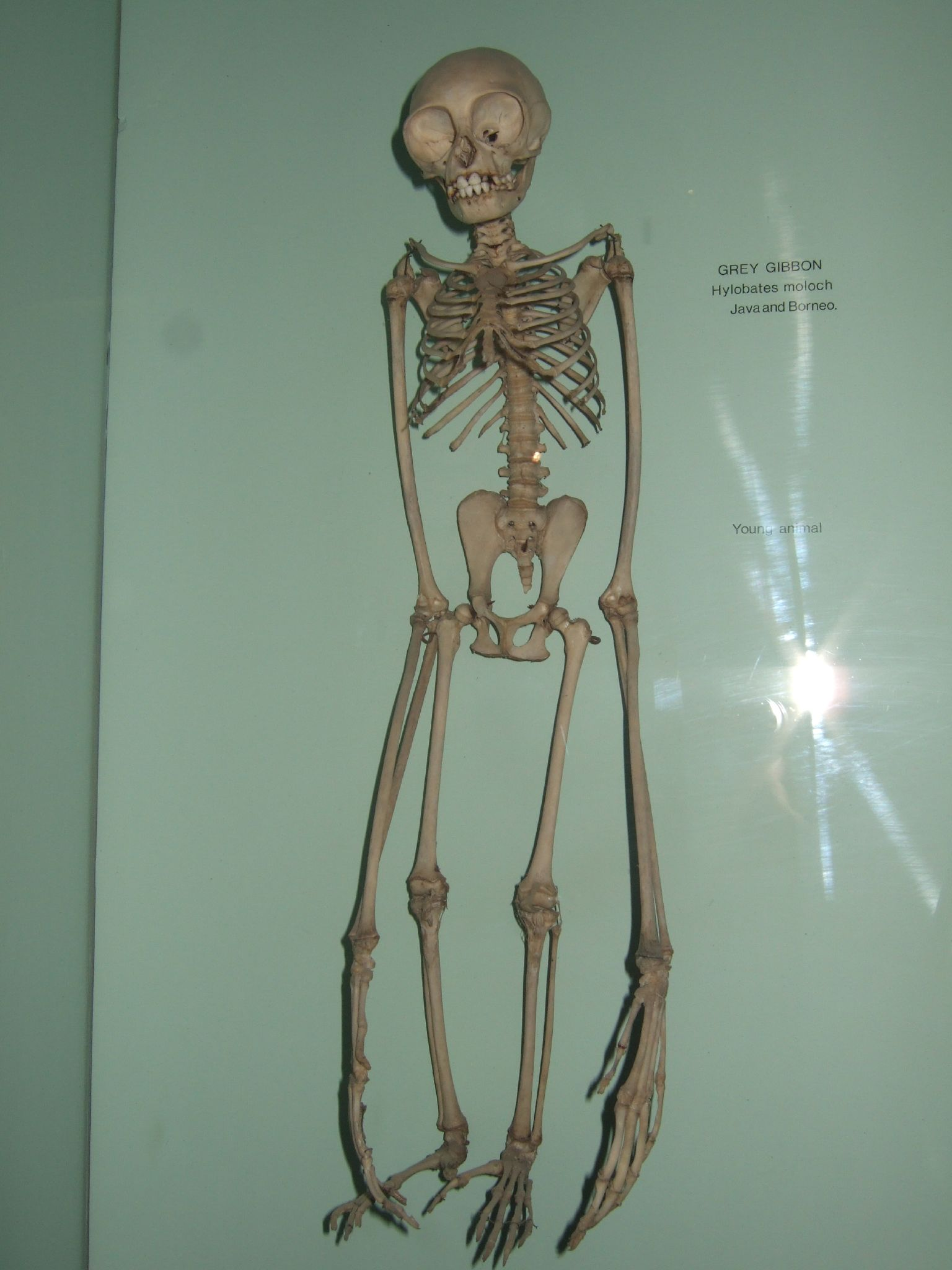
Esquelet de Hylobates moloch, s'observa la gran grandària de les extremitats superiors pel que fa a les altres estructures del cos.

Els hilobàtids difereixen físicament dels hominoïdeus - éssers humans, orangutans, goril·les i ximpanzés - en diversos aspectes, sent els més notables la seva menor grandària i la gran longitud dels seus braços respecte a les altres estructures del cos.
L'espècie més gran és el siamang (S. syndactylus) que té una envergadura de fins a 1,5 metres, una longitud corporal d'entre 70 i 90 cm, i un pes de 8 a 13 kg. Les altres espècies són notablement més petites, amb longituds corporals que van dels 44-63 cm i un pes de 4 a 8 kg. El seu cos i extremitats són prims i normalment assumeixen una posició erecta. No hi ha un dimorfisme sexual apreciable pel que fa a la mida corporal i a la dentadura. Igual que els altres hominoïdeus no tenen cua i com alguns cercopitècids, posseeixen callositats isquiàtiques.
El pelatge en les diferents espècies varia depenent del sexe i de l'edat; pot ser de color negre, gris, marró o blanc i en algunes d'elles tenen taques de diferent color. Hi ha gran variació de la coloració entre individus de la mateixa espècie i en la major part d'aquestes varia amb l'edat; els joves tenen una coloració clara que usualment es torna més fosca entre els dos o cinc anys, depenent de l'espècie. El pelatge en els gibons i en el siamang té una textura aspra i algunes espècies posseeixen flocs de cabells característics voltant de la cara, la qual generalment no té pèl i és de color negre. Per exemple, els mascles adults del gibó de cresta negra (N. Concolor) són completament negres o posseeixen flocs de cabells a les galtes, de color blanc o groguenc, mentre que les femelles tenen amb freqüència color marró i la cara de color negrós; en canvi els mascles i femelles del siamang són negres excepte la regió facial que és marró brillant.

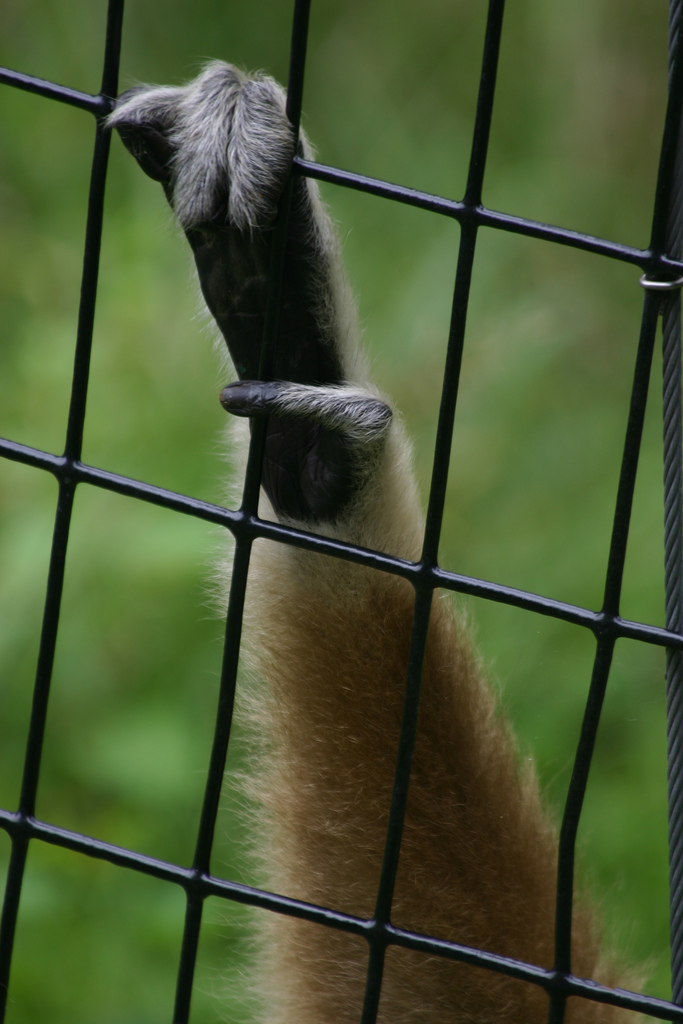
Mà dHylobates lar.

Igual que en altres hominoïdeus, la volta craniana és gran i arrodonida, el rostre és curt, amb òrbites grans i la distància entre les òrbites és relativament ampla; la mandíbula és plana amb la branca ascendent ampla. Els gibons tenen el típic nas catarrí amb les fosses nasals juntes i dirigides cap avall. Els gibons no tenen bosses a les galtes, tampoc posseeixen l'estómac saculat -estómac amb cavitats típic d'algunes espècies de primats arboris -. 
La fórmula dental és {\displaystyle {\tfrac {2.1.2.3}{2.1.2.3}}}.  Els molars són relativament simples, amb cúspides baixes i arrodonides. Les seves dents són molt similars a les dels grans simis. Hi ha escàs dimorfisme sexual en la mida dels canins; aquests són llargs i, tant els superiors com els inferiors, tenen forma de daga i es projecten anteriorment. El primer premolar inferior es troba lleugerament allargat en direcció medi lingual i interactua amb la vora posterior del caní superior, configurant un dispositiu de tall similar al dels cercopitècids, el qual es compon de tres peces: el caní superior, l'inferior i el premolar inferior.
Es troben entre els primats més vocals i són coneguts per constituir duets -constituïts per la parella monògama- que els serveixen principalment per protegir el seu territori. Per a això, algunes espècies posseeixen un gran sac gular a la part anterior del coll, que pot inflar i serveix com a càmera de ressonància quan l'animal emet crits. Aquesta estructura és més notòria en el siamang, encara que també està present en altres espècies dels gèneres Hylobates i Nomascus.
L'omòplat és allargat i estret, i en l'articulació glenohumeral la cavitat glenoidal és petita i poc profunda, fet que contribueix a l'ampli rang de mobilitat d'aquesta articulació. No obstant això, en estar sostinguda només per músculs i lligaments, aquesta articulació és poc estable. A diferència dels humans, que són bípedes, el cap humeral és més gran que la femoral, el que evidencia el seu tipus de locomoció. Igual que els pòngids i els altres homínids, per regla general en tots els hilobàtids la tíbia és més curta i menys robusta que el fèmur.
El moviment i forma del dit polze en els hilobàtids es consideren únics entre els primats. Aquest és comparativament llarg pel que fa a l'índex del qual se separa per una fisura que penetra profundament en el metacarp. Durant la braquiació roman unit en el mateix pla horitzontal que els altres quatre dits; però, durant la manipulació d'objectes l'utilitzen realitzant un moviment d'oposició. En el siamang, i rarament en altres espècies, el segon i tercer dit del peu es troben units en la seva base per teixit conjuntiu, aquesta condició es coneix com a sindactília (d'aquí el seu nom específic syndactylus).

## Comportament

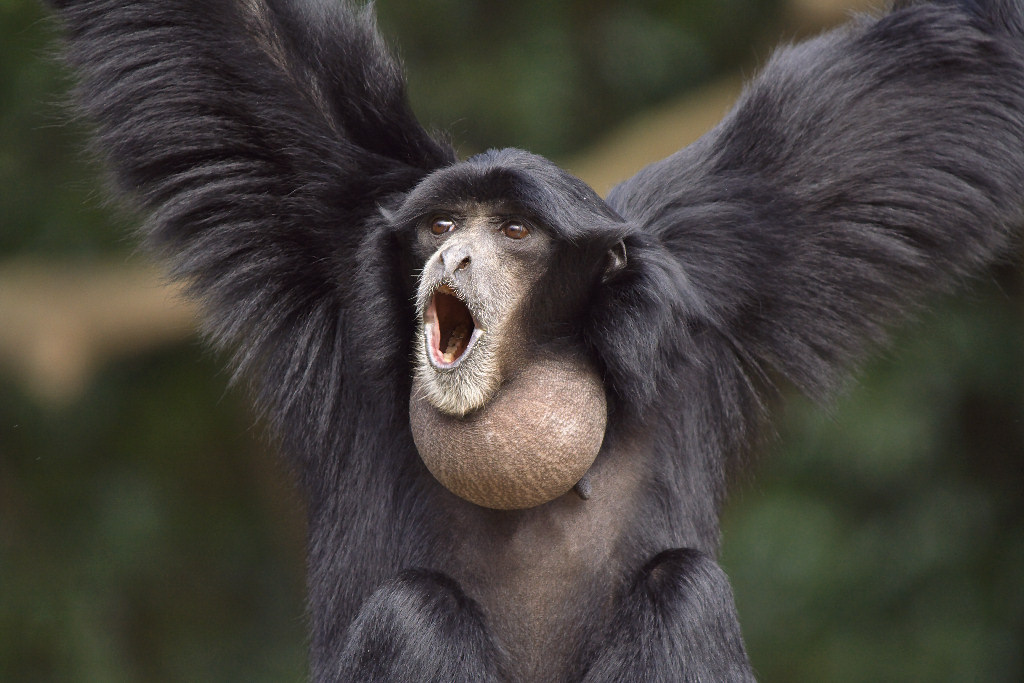
Siamang emetent crides, s'aprecia el gran sac gular que utilitza per amplificar els sons.

Els gibons són animals socials, bastant territorials i defensen les seves fronteres amb desplegaments visuals i vocals vigorosos. L'element vocal, el qual pot ser escoltat amb freqüència a distàncies superiors d'1 km, consisteix d'un duet entre la parella propietària del territori, al qual les seves cries algunes vegades s'uneixen. En la majoria de les espècies, els mascles, i algunes femelles, canten sols per atreure parella o per assenyalar el seu territori.
Formen famílies nuclears, consistents en una parella monògama i la seva descendència que ocupen un territori, que defensen mitjançant senyals visuals i crits. Els grups tenen de mitjana 3,8 individus que normalment inclou una parella d'adults i dos joves, però oscil·la des de 2 a 7 animals. Aquests grups són molt units, se separen només pocs metres durant el dia i reforcen els vincles mitjançant l'empolainament. Només en el gibó de cresta negra (Nomascus concolor) s'han observat grups amb diverses femelles (poligàmia), amb dues o tres femelles adultes o joves. Sovint s'observen individus solitaris, els quals es creu que són animals subadults que han estat expulsats del seu grup i encara no han format un nou grup, tasca que pot dur-diversos anys.

### Territori
En les espècies estudiades la densitat dels grups familiars, integrats de mitjana per al voltant de 4 animals, varia d'1,5 a 6,5 per quilòmetre quadrat. S'ha observat als gibons de Müller (Hylobates muelleri) i siamangs desplaçar-se en mitjana de 800 a 900 metres a el dia i a altres espècies de 1200 a 1500 metres. No obstant això, en temps d'escassetat s'ha observat als siamangs mobilitzar-150 metres a el dia, però en altres ocasions fins 2860 metres.  s'han registrat extensions territorials des de 16 ha en els gibons de mans blanques de Tailàndia (H. lar), de 17 ha per als gibons platejats (Hylobates moloch), de 45 o més ha per als gibons hoolock occidentals (Hoolock hoolock) de Bangladesh i 56 ha per als gibons de mans blanques a Malàisia, lloc on els siamangs tenen territoris de 30 a 40 ha. La defensa del territori acaba rarament en un contacte físic, intentant inicialment espantar els intrusos mitjançant forts vocalitzacions i desplegaments acrobàtics que inclouen trencament de branques.
Les diferents espècies de la família es troba repartides entre Xina, Myanmar, el Vietnam, Laos i Cambodja

### Dieta

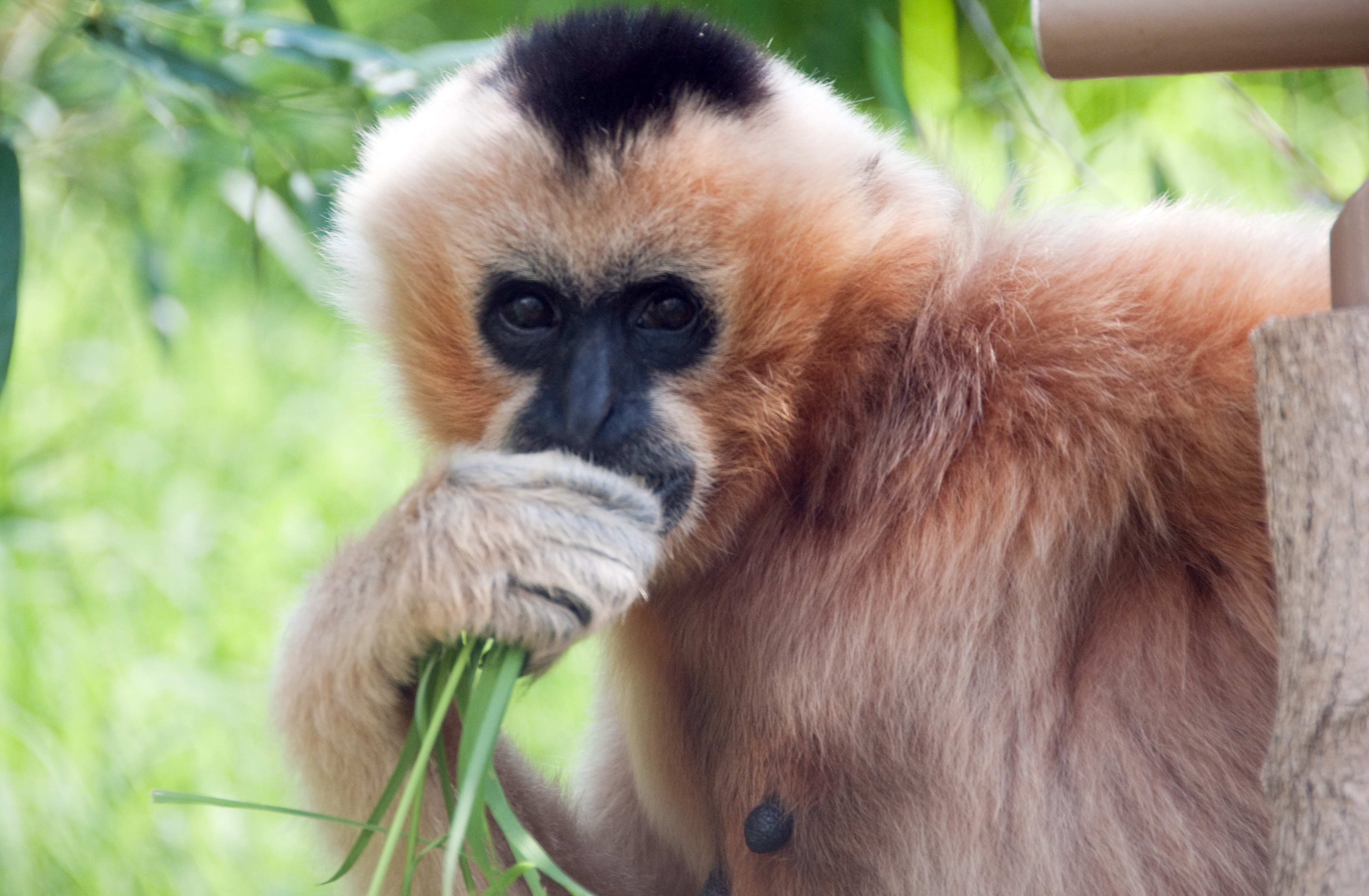
Femella de gibó de galtes blanques del nord (gibó de galtes blanques septentrional) alimentant-se de herba.

Els gibons són consumidors especialitzats de polpa de fruita, de la mateixa manera que els micos aranya i els  ximpanzés, mostrant una major predilecció per fruites petites, acolorides i riques en sacarosa. Els petits grups familiars s'apropien de petits arbres fruiters per evitar la competència amb grups més grans de macacos i d'orangutans, a les zones on conflueixen (Borneo i nord de Sumatra).
Difereixen d'altres primats per no tenir un patró bimodal d'alimentació durant el dia, és a dir, no presenten dos pics diaris d'ingesta de menjar. Per contra, es troben actius durant gairebé tot el dia (de 9 a 10 hores) incloent les hores més caloroses del migdia, però deixen de menjar diverses hores abans de la posta de sol. Els gibons de mans blanques (Hylobates lar) tendeixen a ser una mica menys actius que els siamangs amb un 30 a 40% del temps invertit en els primers comparat amb el 40 a 50% en els segons. Passen entre el 57% i el 72% del temps de farratge consumint fruit s i flors, llevat del siamang que utilitza només el 44%. Al voltant del 25% de la fruita que consumeixen són figues i en el cas del siamang constitueixen al voltant del 40%. 
La majoria de les espècies també consumeixen fulls tendres, especialment els siamangs; no així el gibó de Kloss en l'hàbitat de les illes Mentawai els sòls són pobres i algunes fulles tenen protecció química. Els invertebrats també són una font important de proteïna i constitueixen, de mitjana, el 10% de la seva dieta.

### Vocalitzacions
Els crits dels hilobàtids són intensos, poden escoltar-se a quilòmetres de distància i els emeten del 30% al 90% del dia. Aquests cants, que han estat objecte d'estudis detallats, varien depenent de l'espècie i del sexe; i poden ser útils a l'hora d'identificar una espècie determinada basant-se únicament en els sons emesos. En algunes espècies només el mascle s'encarrega d'emetre cants matutins, però en la majoria d'elles constitueixen un duet amb la seva parella, amb algun acompanyament per part de les seves cries. 
Es creu que l'objecte principal dels crits és el d'assenyalar el seu territori i advertir als seus possibles competidors, però també exerciria un paper en l'atracció sexual i possiblement també seria un mitjà per enfortir els llaços entre les parelles. Les vocalitzacions emeses per les femelles estan dirigides a protegir el territori, mentre que les dels mascles estan encaminades a mantenir allunyats als seus rivals. 
Aquests crits són típicament de to pur, amb l'energia concentrada a la freqüència fonamental. Depenent de l'espècie, la freqüència oscil·la entre 0,2 i 5 kHz. Les femelles emeten crits intensos, uniformes i prolongats que -depenent de l'espècie- es componen de 6 a 100 notes, amb una durada de 6 a 30 segons. La forma de les notes d'aquests crits i els intervals entre les mateixes, segueixen un patró característic de cada espècie. Els mascles en canvi, emeten vocalitzacions de curta durada més diverses. Inicien emetent notes simples, les quals van barrejant progressivament per formar seqüències complexes, després de diversos minuts d'haver començat el cant.

### Locomoció

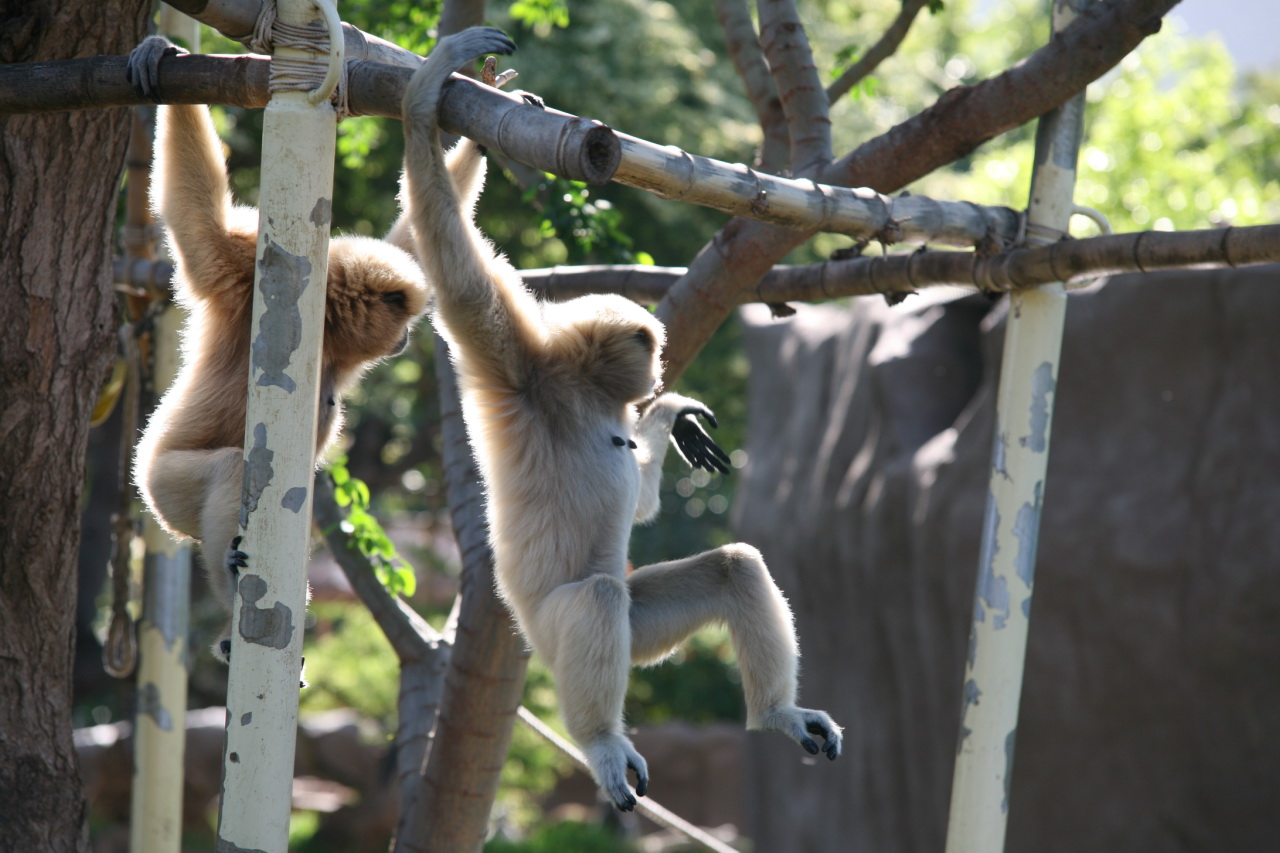
Gibons de mans blanques braquiant.

Totes els hilobàtids són diürns i aroris, però ocasionalment poden baixar al terra on poden adoptar una postura bípeda i marxar usant els seus llargs braços per mantenir l'equilibri; també poden fer-ho sobre branques horitzontals que tinguin el diàmetre suficient per a suportar-los. Són els únics primats que utilitzen la braquiació com a mitjà principal de locomoció, pel que es diu que són «braquiadors veritables». Aquesta manera de locomoció, en el qual els individus es desplacen balancejant entre les branques dels arbres usant solament els seus braços, els permet cobrir distàncies d'uns tres metres a cada «braçada». els gibons també són capaços de donar salts entre les branques amb els que cobreixen distàncies majors a 8 m i poden caminar com un bípede utilitzant els seus braços per balancejar-se. Aquest mitjà de locomoció no només constitueix una forma eficient i de baixa demanda d'energia per a traslladar-se, sinó una forma d'accedir efectivament a tots els fruits que pengen sota les branques dels arbres. Mentre la majoria de primats arboris es limiten a col·lectar els fruits que poden arribar quan es posen sobre les branques, els gibons poden accedir a més als fruits que pengen d'elles, mentre se suspenen d'aquestes o les subjecten des de baix amb els seus llargs braços, especialment de les branques més primes on els fruits són més abundants. Es mouen sobre els arbres a alçades d'entre 15 i 60 metres i poden assolir velocitats de 56 km/h.

## Reproducció i cicle vital

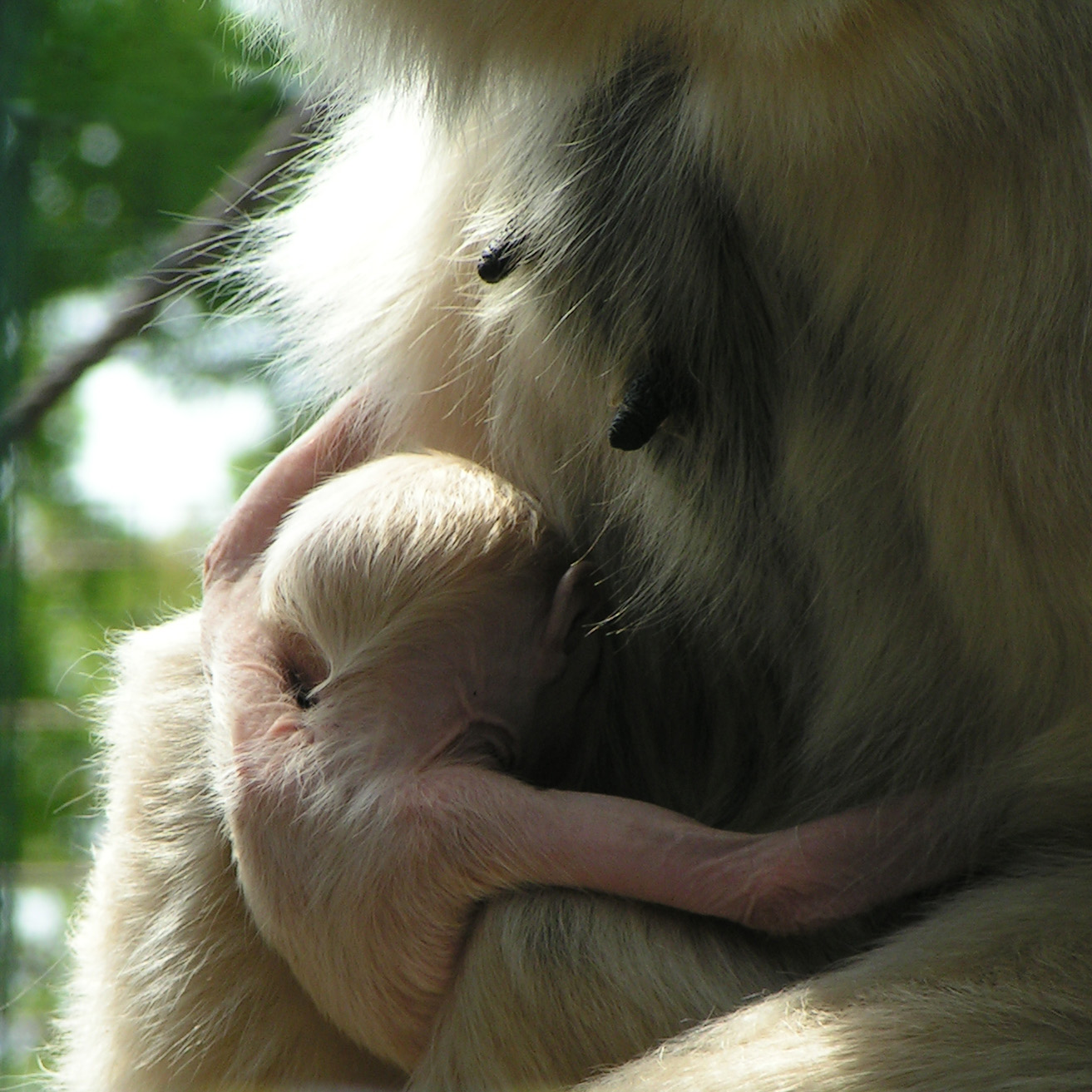
Cria de gibó de galtes beix (Nomascus gabriellae).

Els hilobàtids són monògams, conformant parelles on el vincle perdura tota la vida, això malgrat reduir la probabilitat d'èxit reproductiu, també implica una optimització dels recursos i menor cost energètic per protegir el territori. Es creu que aquest estil de vida monògam i territorial s'ha adquirit per la dependència de la polpa de fruites petites i disperses.
Els naixements ocorren cada dos a tres anys depenent de la disponibilitat d'aliments, incrementant-se els aparellaments en èpoques d'abundància de menjar, particularment fruites. Al siamang (S. syndactylus) aquest interval varia entre 2 i 3 anys, i en el gibó de mans blanques (H. lar) oscil·la entre 2 i 2,5 anys. El cicle estral té una mitjana de vint-i-vuit dies a H. lar i trenta dies a H. holock. S'han documentat períodes gestacionals de 230 a 235 dies en el siamang, de 7 a 7,5 mesos, a H. lar i de 7,5 mesos a H. pileatus. Normalment neix una sola cria la qual s'adossa al cos de la mare a manera de cinturó. El pes mitjà de les cries en néixer és de 406 grams en les espècies del gènere Hylobates, 487 a Nomascus i 551 a Symphalangus, valors comparables a les diferències de mida que hi ha entre els individus adults dels tres gèneres.
El deslletament es fa gradualment i no es completa fins als divuit mesos en el gibó de mans blanques i passats els dos anys en el siamang. La maduresa sexual s'assoleix completament cap als vuit o nou anys, però s'ha documentat fertilitat en captivitat des dels quatre i sis anys. Es té registres de longevitat en la naturalesa de fins a vint-i-cinc anys en els siamangs i en captivitat de fins a quaranta anys, mentre que al gibó de mans negres H. agilis i el gibó de galtes blanques H. leucogenys poden viure fins a 44 anys.
Al llarg de la seva vida algunes espècies presenten canvis notables en la seva coloració i repertori vocal. Per exemple, a Nomascus les femelles adultes tenen un color beix o groguenc amb un caputxó negre, mentre que els mascles són negres. En néixer, tots dos sexes tenen un pelatge groc, similar al de les femelles adultes, però al voltant del primer any de vida adquireixen un color completament negre i només en adquirir la maduresa sexual, les femelles canvien de color per segona ocasió al color més clar característic de les femelles adultes. Aquests canvis són també igual de notoris en el gènere Hoolock i en el gibó crestat Hylobates pileatus, però és menys evident en les altres espècies. Pel que fa al repertori vocal, els gibons de cresta negra (Nomascus concolor) participen en el cant dels seus pares, fins i tot durant el primer any d'edat. Aquests emeten únicament crits intensos i prolongats, (similars als emesos per les femelles adultes) però en arribar a la maduresa sexual canvien el seu repertori pel característic de l'adultesa; aquests canvis semblen succeir també en les altres espècies.

## Hàbitat i distribució

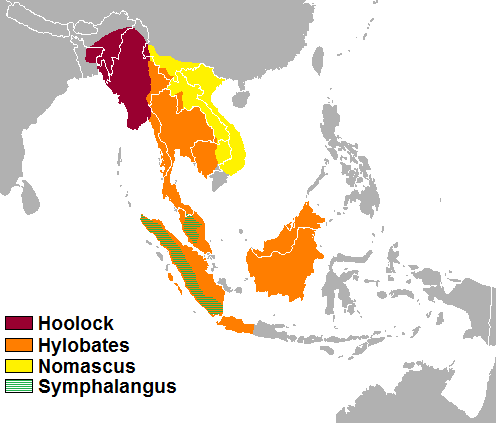
Distribució dels quatre gèneres d'hilobàtids al Sud-est Asiàtic.

Els gibons ocupen la selva tropical humida i subtropical, amb precipitacions anuals de fins a 5000 mm, que va des del nord-est de l'Índia fins a Indonèsia i pel nord fins al sud de la Xina, incloent-hi les grans illes de Sumatra, Borneo i Java.
Els arbres de la família de la dipterocarpàcia són abundants en l'hàbitat dels gibons, oscil·lant entre l'1% i el 43% del total de la coberta vegetal. Els arbres de les famílies de les moràcies i de les euforbiàcies són la font d'aliment més habitual dels gibons. Als siamangs se'ls troba amb més freqüència en boscos més alts que a les altres espècies (es poden trobar fins als 1800 msnm), les quals generalment prefereixen zones de baixa altitud, on la disponibilitat de fruites és més gran. Aquesta diferència es deu al fet que els siamangs tenen una dieta basada en fulles i no en fruites, les quals escassegen a mesura que s'incrementa l'altitud. Els boscos de baixa altitud són els predilectes pels humans per ser més accessibles i tenir millors terres per conrear. No obstant això, les espècies de gibons semblen tenir més habilitat que altres espècies de primats de sobreviure en zones petites de bosc aïllat i boscos talats selectivament.
Els gibons es distribueixen bàsicament pel Sud-est d'Àsia. El seu rang s'inicia des del riu Brahmaputra, passant per Bangladesh, la majoria dels estats de nord-est de Índia i Myanmar; travessa els rius Salween i Mekong passant per Tailàndia, Cambodja, Laos i el Vietnam), passant pel riu Vermell fins al sud de la Xina. Cap al sud-est el rang es projecta cap a les illes de Sonda, el sud de la península de Malaca fins a Sumatra i les illes  Mentawai,  Java i Borneo. El rang de distribució del gibó de cresta negra (Nomascus concolor) s'endinsava bastant en territori xinès, arribant fins i tot fins al nord del riu Groc i molt al nord del Iang-Tsé fa uns mil anys. Des de llavors, aquest rang de distribució s'ha anat contraient de mica en mica fins a l'extrem sud de la Xina.

## Estat de conservació

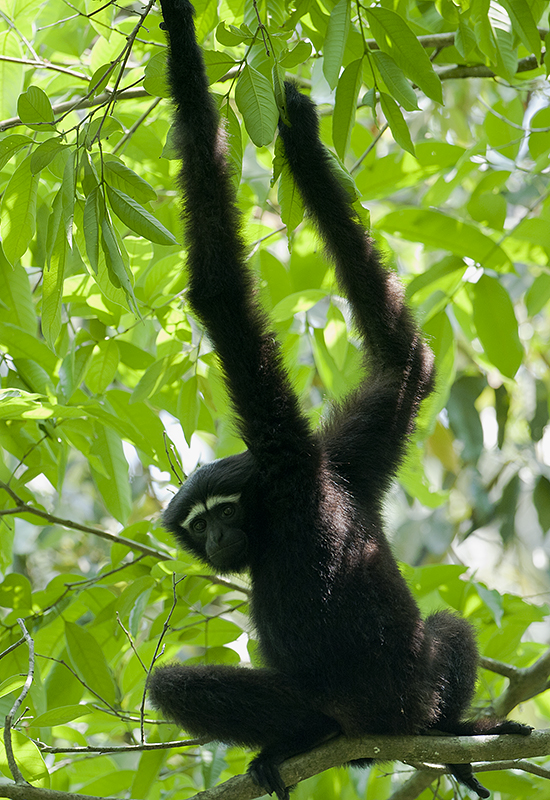
Femella de gibó hoolock occidental (Hoolock hoolock). L'espècie està inclosa en la publicació biennal Els 25 primats en major perill del món, 2008-2010.

Totes les espècies de gibons i el siamang es troben amenaçades d'extinció i en la mesura que la població d'humans continuï el seu increment en el sud-est d'Àsia, la pèrdua d'hàbitat i fragmentació de la mateixa a causa de la desforestació seguirà en augment. Per exemple, el gibó de mans blanques de Yunnan (Hylobates lar yunnanensis), una subespècie de H. lar, ha desaparegut de tot el sud de la Xina, mentre que el gibó platejat (Hylobates moloch) ocupa només el 2% de la seva distribució original i no compta amb més de 250 individus adults, igual que el gibó de Hainan (gibó negre de Hainan) del qual es coneixen només 17 individus.
A part de la desaparició del seu hàbitat, diverses espècies són caçades amb freqüència per la seva carn i per a ser usades com a ingredient medicinal, o capturats vius per a ser venuts com mascotes o per ser exhibits en zoològics. El comerç il·legal de gibons vius és un mercat lucratiu en el qual un individu jove pot costar entre  USD 10-500 en el mercat negre; però en arribar a l'edat adulta amb freqüència són abandonats. El 2005 es va publicar un informe, el qual revelava que almenys 559 gibons i orangutans es van comercialitzar il·legalment a Indonèsia entre 1994 i 2003, tot i que el seu tràfic està penalitzat amb presó i multes. Algunes espècies com el gibó de mans blanques i els gibons hoolock es cacen per la seva carn i per a ser usats en medicines tradicionals, a més de la caça per part de poblacions natives.
El 2008, a la Llista Vermella de la UICN es catalogava al gibó de cresta negra (Nomascus concolor), el gibó platejat (Hylobates moloch), el gibó de cresta negra oriental (Nomascus nasutus) i el gibó de galtes blanques del nord (gibó de galtes blanques septentrional) com espècies en perill crític d'extinció; el gibó àgil de Borneo (gibó de barba blanca), el gibó de mans blanques (Hylobates lar), el gibó de mans negres (Hylobates agilis), el gibó de Müller de Borneo (Hylobates muelleri), el gibó de cresta negra (Hylobates pileatus), el gibó de Kloos (gibó de Kloss), el gibó hoolock occidental (Hoolock hoolock), el siamang (siamang) i el gibó de galtes beix (Nomascus gabriellae) com a espècies en perill d'extinció. Finalment, només al gibó hoolock oriental (Gibó huloc oriental) se'l cataloga com a espècie vulnerable.
L'espècie gibó de Hainan (gibó negre de Hainan) va ser inclosa en la publicació biennal Els 25 primats en major perill del món , 2016-2018.